# Dipterocarpus oblongifolius
Dipterocarpus oblongifolius — вид тропических деревьев из рода Диптерокарпус семейства Диптерокарповые. Распространён в Таиланде, на полуострове Малакка и острове Калимантан. Произрастает в лесах по берегам рек на высоте до 400 метров над уровнем моря. Dipterocarpus oblongifolius — большое вечнозелёное дерево: высота ствола до 40 метров. Листья длиной около 14—18 см и шириной около 4—7 см. Плод — орех длиной около 3 см, имеющий два красновато-коричневых крыла.